# Lipaugus uropygialis
Lipaugus uropygialis là một loài chim trong họ Cotingidae.